# Josetxo Romero
José Romero Urtasun (Pamplona, Navarra, 25 de febrero de 1977), deportivamente conocido como Josetxo, es un exfutbolista español que jugaba como defensa central izquierdo.

## Biografía
Se formó en la cantera de Osasuna, de Tajonar, donde alternó el primer equipo, con el equipo filial. Hasta la temporada 1996-97, en la que se incorporó al primer equipo de Osasuna.
En la temporada 99-00 marchó cedido al Éibar en Segunda División. Dos años más tarde, tras volver al equipo filial en la temporada 00-01, debutó en el primer equipo de Osasuna en Primera División. 
Ha vestido la camiseta 'rojilla' en 314 ocasiones, donde ha conseguido ser finalista de la Copa del Rey y la clasificación para la Liga de Campeones por primera vez en la historia de Osasuna. El día 2 de junio del 2011, Josetxo anuncia su despedida del club y su intención de seguir jugando al fútbol. Hasta el último día en Osasuna ha destacado como uno de los grandes capitanes del primer equipo, con un compromiso unificador e integrador con sus compañeros, siguiendo la línea de otros compañeros de bracelete como César Cruchaga o Patxi Puñal. El 5 de julio de 2011 ficha por la Sociedad Deportiva Huesca, equipo de la 2.ª división española, por un periodo de un año. Josetxo supone un importante refuerzo para la zaga del Huesca.

## Selección nacional
Ha disputado tres encuentros internacionales amistosos con la selección de fútbol de Navarra.

## Clubes
| Club                      | País   | Categoría | Año       | PJ | Goles |
| ------------------------- | ------ | --------- | --------- | -- | ----- |
| Osasuna B                 | España | 2.ª B     | 1995-1996 | 33 | 0     |
| Osasuna                   | España | 2.ª       | 1995-1996 | 1  | 0     |
| Osasuna B                 | España | 2.ª B     | 1996-1997 | 13 | 2     |
| Osasuna                   | España | 2.ª       | 1996-1997 | 16 | 0     |
| Osasuna                   | España | 2.ª       | 1997-1998 | 15 | 0     |
| Osasuna                   | España | 2.ª       | 1998-1999 | 16 | 0     |
| Éibar                     | España | 2.ª       | 1999-2000 | 7  | 0     |
| Osasuna B                 | España | 2.ª B     | 2000-2001 | 36 | 3     |
| Osasuna                   | España | 1.ª       | 2001-2002 | 19 | 0     |
| Osasuna                   | España | 1.ª       | 2002-2003 | 21 | 0     |
| Osasuna                   | España | 1.ª       | 2003-2004 | 32 | 0     |
| Osasuna                   | España | 1.ª       | 2004-2005 | 29 | 0     |
| Osasuna                   | España | 1.ª       | 2005-2006 | 29 | 0     |
| Osasuna                   | España | 1.ª       | 2006-2007 | 19 | 0     |
| Osasuna                   | España | 1.ª       | 2007-2008 | 18 | 0     |
| Osasuna                   | España | 1.ª       | 2008-2009 | 14 | 0     |
| Osasuna                   | España | 1.ª       | 2009-2010 | 18 | 0     |
| Osasuna                   | España | 1.ª       | 2010-2011 | 3  | 0     |
| Sociedad Deportiva Huesca | España | 2.ª       | 2011-2012 | 23 | 0     |

Debut en 1ª División: 1 de enero de 2001 Real Madrid 2 – Osasuna 1
| Temporadas 1.ª | Partidos 1.ª | Goles 1.ª | Partidos en Copa | Goles en Copa | Internacional |
| -------------- | ------------ | --------- | ---------------- | ------------- | ------------- |
| 10             | 192          | 0         | 43               | 1             | Ninguna       |